# VolkerWessels Cycling Team
Das VolkerWessels Cycling Team ist ein niederländisches Radsportteam mit Sitz in Nijverdal.

## Organisation und Geschichte
Zur Saison 2017 bekam der damalige Radsportverein Scheppink - Mercks mit dem niederländischen Bau- und Anlagenbauunternehmen VolkerWessels einen neuen Titelsponsor und mit Allard Engels, einem ehemaligen Radrennfahrer, einen neuen sportlichen Leiter. Ziel der Zusammenarbeit ist die Entwicklung von einem rein regionalen Verein hin zu einem Team auf Top-Niveau. Nach dem Umbau ging das Team zur Saison 2020 den nächsten Schritt und ist seitdem im Besitz einer Lizenz als UCI Continental Team.
2024 fusionierte das Team mit dem damaligen Frauenradportteam Parkhotel Valkenburg, das seitdem als VolkerWessels Women’s Pro Cycling Team registriert ist.
Die Saison 2022 mit 17 Siegen ist die bisher erfolgreichste des Teams, erfolgreichster Fahrer mit insgesamt 12 Siegen ist Coen Vermeltfoort.

## Saison 2025
Mannschaft
| Teamkader 2025          | Teamkader 2025   | Teamkader 2025         | Teamkader 2025                         |
| Name                    | Geburtsdatum     | Land                   | Vorheriges Team                        |
| ----------------------- | ---------------- | ---------------------- | -------------------------------------- |
| Finn Crockett           | 30. Juni 1999    | Vereinigtes Königreich | Saint Piran (2023)                     |
| Stijn Daemen            | 25. Juli 1999    | Niederlande            | BEAT Cycling Club (2023)               |
| Timo de Jong            | 28. März 1999    | Niederlande            | Destil-Parkhotel Valkenburg (2018)     |
| Tim den Braber          | 4. November 1998 | Niederlande            | Volharding Cycling Team (2024)         |
| Sam Gademan             | 2. August 2000   | Niederlande            | Allinq Continental Cycling Team (2023) |
| Jasper Haest            | 28. April 1999   | Niederlande            |                                        |
| Joppe Heremans          | 20. August 2003  | Belgien                |                                        |
| Max Kroonen             | 23. August 2000  | Niederlande            | Willebrord Wil Vooruit (2018)          |
| Tim Marsman             | 4. Oktober 2000  | Niederlande            | Metec-Solarwatt p/b Mantel (2024)      |
| Ruud Junior Nagengast   | 8. Februar 2006  | Niederlande            |                                        |
| Mats Omloop             | 14. Oktober 2005 | Belgien                |                                        |
| Joes Oosterlinck        | 22. Mai 2003     | Belgien                | Bingoal WB Devo Team (2024)            |
| Thom van Herwaarden     | 12. Juni 2005    | Niederlande            |                                        |
| Coen Vermeltfoort       | 11. April 1988   | Niederlande            | Alecto (2019)                          |
| Jelle Weierink          | 2. Januar 2006   | Niederlande            |                                        |
|                         |                  |                        |                                        |
| Quelle: ProCyclingStats |                  |                        |                                        |

Erfolge
| Siege | Siege  | Siege | Siege  | Siege  | Siege |
| Datum | Rennen | Staat | Klasse | Sieger |       |
| ----- | ------ | ----- | ------ | ------ | ----- |

## Erfolge als Continental Team
| Rennserie                 | 2020 | 2021 | 2022 | 2023 | 2024 |
| ------------------------- | ---- | ---- | ---- | ---- | ---- |
| UCI ProSeries             | -    | -    | -    | -    | -    |
| UCI Continental Circuits  | -    | 4    | 16   | 7    | 2    |
| nationale Meisterschaften | -    | -    | 1    | -    | -    |

## Platzierungen in der UCI-Weltrangliste
| World Ranking | World Ranking | World Ranking             | World Ranking |
| Jahr          | Teamwertung   | Einzelwertung             |               |
| ------------- | ------------- | ------------------------- | ------------- |
| 2020          | 140.          | Coen Vermeltfoort (925. ) |               |
| 2021          | 70.           | Coen Vermeltfoort (380. ) |               |
| 2022          | 49.           | Coen Vermeltfoort (240. ) |               |
| 2023          | 74.           | Coen Vermeltfoort (614. ) |               |
| 2024          | 96.           | Finn Crockett (868. )     |               |
|               |               |                           |               |
| Quelle: UCI   |               |                           |               |